# Schönwald (Brandenburg)
Schönwald település Németországban, azon belül Brandenburgban. Lakosainak száma 1234 fő (2023. december 31.). Schönwald Lübben (Spreewald) és Krausnick-Groß Wasserburg községekkel határos.

## Népesség
A település népességének változása:
| Lakosok száma | 1155 | 1162 | 1181 | 1203 | 1234 |
|               | 2017 | 2019 | 2021 | 2022 | 2023 |